# C'mon Everybody (musikalbum)
C'mon Everybody är ett samlingsalbum av den amerikanske sångaren och musikern Elvis Presley, släppt den 1 juli 1971 av RCA Records på dess budgetmärke, RCA Camden. Det var det sjätte Elvis-albumet som utkom på märket RCA Camden och det innehöll låtar som tidigare funnits utgivna endast på EP-skivor.
Albumet nådde som bäst plats 70 på Billboards popalbumlista i USA, men så högt som 5:e plats på UK Albums Chart i Storbritannien. Det certifierade guld den 6 januari 2004 av Recording Industry Association of America (RIAA).

## Albumet
Eftersom detta var det sjätte Elvisalbumet som gavs ut på lågprismärket Camden, var lagret av nya och outgivna film- och studioinspelningar som gick att inkludera i albumet nästan uttömt (se Camden-utgivningarna). Därför riktade Elvis manager, överste Tom Parker, och RCA sin uppmärksamhet mot fyra tidigare utgivna EP-skivor med filmlåtar för de kommande två Camden-albumen – låtar som ännu inte utkommit på något album. De fyra filmerna i vilka låtarna ingick var Follow That Dream från 1962, Kid Galahad, också från 1962, Viva Las Vegas från 1964 och Easy Come, Easy Go från 1967. De återstående låtarna från samma fyra filmer gavs ut på det efterföljande RCA Camden-budgetalbumet, I Got Lucky, som släpptes tre månader senare. Alla tio spåren är monoinspelningar.

### Follow That Dream
Låtarna från de båda filmerna Follow That Dream och Kid Galahad var rätt lika varandra eftersom de alla hade spelats in under samma år (1961) inom en period av bara fyra månader, och dessutom till två filmer producerade av samma filmbolag, nämligen Mirisch Company. Det var till och med så att "A Whistling Tune" först spelades in för att användas i Follow That Dream, men då den inte kom med i filmen spelades den in på nytt och användes i Kid Galahad.
EP-skivan Follow That Dream utkom i april 1962. Den sålde i över en miljon exemplar i USA och certifierades platina av RIAA den 27 mars 1992. Trots att det inte var en singel utan en EP med fyra låtar, nådde den plats 15 på den amerikanska singellistan. I Storbritannien nådde den plats 34 på singellistan, medan den hamnade på första plats på den brittiska EP-listan och stannade på förstaplatsen i 20 veckor.
Tre av de fyra låtarna från EP:n togs med på C'mon Everybody. Alla hade spelats in den 2 juli 1961 i RCA:s Studio B i Nashville. Titellåten med samma namn som filmen, "Follow That Dream", inleddes med samma beat som på "(Marie's the Name) His Latest Flame", men den nådde inte samma framgång som den. Det var en munter upp-tempo-låt som framfördes väl och hade ett positivt budskap, men den var en aning för kort för att kunna bli en hit-låt. Bruce Springsteen valde att infoga låten i sin liverepertoar i början av 1980-talet.
"Angel" var en stillsam Tepper/Bennett-ballad som sjöngs i slutet av filmen. Den har beskrivits som harmlös tonårspop, men Paul Simpson menar att Elvis förvandlar låten genom det sätt han framför den på, när han lägger till en extra stavelse i "Angel" och det sätt på vilket han varierar tonfallet i sin röst, samt att sopranen Millie Kirkhams stämma gör låten mer distinkt än den annars skulle vara. Enligt Mike Eder sjunger Elvis "Angel" mycket vackert, men han menar att arrangemanget är dåligt. "I'm Not the Marrying Kind" var mer lämpad för den yngre lyssnarskaran, och den höll inte riktig samma kvalitet som de andra två.

### Kid Galahad
Också filmen Kid Galahad bidrog med tre låtar till albumet, vilka alla kom från EP-skivan Kid Galahad som utkom i augusti 1962 och innehöll sex låtar. Inspelningarna gjordes på Radio Recorders' Studio B i Hollywood i Kalifornien den 26–27 oktober 1961.
Kid Galahad-EP:n sålde en halv miljon exemplar i USA och certifierades guld av RIAA den 27 mars 1992. Den nådde genom låten "King of the Whole Wide World" plats 30 på den amerikanska singellistan. Den nådde första plats på den brittiska EP-listan och stannade på förstaplatsen i 17 veckor.
"King of the Whole Wide World" är en rocklåt med ett arrangemang där Boots Randolphs saxofonspel är framträdande och gör att den påminner om låtarna som spelades in för albumet Elvis Is Back! 1960. Mike Eder menar att det är en av Elvis bättre rocklåtar och att den skulle ha blivit en bra singel om den hade getts ut som sådan i USA. I vissa länder i Europa gavs den dock ut som singel med "Home Is Where the Heart Is" som B-sida, och den kom då exempelvis att under tre veckors tid toppa listan i Norge.
"This Is Living" är en glad pop- och rocklåt där bakgrundssången från medlemmarna i The Jordanaires (Gordon Stoker, Neal Matthews, Hoyt Hawkins och Ray Walker) – vilka här, liksom ofta annars, körade bakom Elvis under inspelningen – är framlyft i förgrunden. "A Whistling Tune" en ballad vilken, som tidigare nämnts, redan hade spelats in för filmen Follow That Dream, men lagts på hyllan och här spelades in på nytt. Även om Elvis sjunger med ackuratess är låten inte av riktigt samma kvalitet som de två föregående, menar Eder.

### Viva Las Vegas
Femton låtar spelades in för filmen Viva Las Vegas (1964) på Radio Recorders i Hollywood den 9–11 juli och den 30 augusti 1963 (med kompletteringar gjorda under augusti). Elva av dessa kom med i filmen men inget fullängdsalbum gavs ut. I stället valdes fyra av låtarna ut till att ingå i EP-skivan Viva Las Vegas, som gavs ut i samband med filmpremiären. Formatet EP var vid denna tid på väg att bli föråldrat på den amerikanska marknaden, och Viva Las Vegas nådde bara upp till plats 92 på  Billboards singellista. Titellåten "Viva Las Vegas" var inte ens med på EP-skivan utan gavs ut som singel.
Två av låtarna på denna EP kom att ingå i C'mon Everybody, medan de andra två sparades till I Got Lucky. Övriga låtar från inspelningarna har utkommit på olika album, och vad gäller Camdenutgåvorna har "Night Life", "Do the Vega" och "Yellow Rose of Texas" / "The Eyes of Texas" släppts på Elvis Sings Flaming Star och "Santa Lucia" på Burning Love and Hits from His Movies, Volume 2.
Joy Byers hade skrivit rocklåten "C'mon Everybody" åt Elvis och Mike Eder menar att den är en av de bästa rock'n'roll-låtar som Elvis spelade in för någon av sina sextiotalsfilmer. Den har en dansrytm som är medryckande och Elvis förefaller ha kul när han sjunger den. Musiken till balladen "Today, Tomorrow and Forever" bygger på Franz Liszts Liebestraum. Denna låt var ursprungligen avsedd att vara en duett mellan Elvis och hans motspelerska i filmen, Ann-Margret, och därför spelade de in den tillsammans den 11 juli 1963. Men denna idé övergavs senare, vilket medförde att Elvis den 8 augusti 1963 fick spela in sin sång igen till den färdiginspelade musiken. Det var denna version som gavs ut på skiva och som ytterligare redigerades innan den togs med i filmen.

### Easy Come, Easy Go
Inspelningen av soundtracket till filmen Easy Come, Easy Go ägde rum på Paramount Studio Recording Stage i Hollywood i Kalifornien den 28–29 september 1966. Materialet var undermåligt och ingen av låtarna inspirerade vare sig Elvis eller studiomusikerna. Sessionen resulterade i sju låtar och sex av dessa gavs ut på EP-skivan Easy Come, Easy Go. "She's a Machine", som Elvis verkligen avskydde, gavs så småningom ut på det första Camdenalbumet, Elvis Sings Flaming Star. Easy Come, Easy Go kom aldrig in på listorna i USA och sålde bara i drygt 30 000 exemplar, Elvis sämsta försäljningssiffror någonsin. Detta innebar slutet på att ge ut såväl soundtrack från filmer som EP-skivor, och det blev Elvis sista film med Hal Wallis och Paramount och också den sista EP-skiva han kom att ge ut. Trots den magra försäljningen i USA, kunde en bantad version på endast fyra låtar nå förstaplatsen på den brittiska EP-listan och stanna där i 3 veckor.
Den låt som Elvis kanske ändå kände mest för var titellåten "Easy Come, Easy Go", en låt som med en annan text hade föreslagits redan tidigare till filmen Double Trouble (1967). Det är en rocklåt men, som Mike Eder skriver, en hopplöst föråldrad sådan. "I'll Take Love" kan närmast beskrivas som ett calypsonummer som tar sin utgångspunkt i den mexikanska folksången La Bamba.

## Försäljning och återutgivningar
Albumet C'mon Everybody kom att certifieras guld den 6 januari 2004 av det amerikanska RIAA för en försäljning av en halv miljon exemplar. Som bäst nådde det plats 70 på Billboard 200-listan i USA, men så högt som plats 5 på UK Albums Chart i Storbritannien.
I likhet med de flesta Elvisskivor från denna tid, pryddes skivomslaget till C'mon Everybody av en bild på Elvis under ett konsertframträdande, denna gång i svartvitt. Detta blev ett återkommande tema på alla Camdenutgåvor från och med Almost In Love. År 1975 återutgavs alla tio Camdenalbum av Pickwick Records, efter en överenskommelse med RCA, och då också C'mon Everybody. RCA återutgav albumet på cd 2006.

## Låtlista

### Originalutgåvan 1971
| 1. | C'mon Everybody (från filmen Viva Las Vegas)        | Joy Byers                  | 9 juli 1963        | 2:18 |
| 2. | Angel (från filmen Follow That Dream)               | Sid Tepper, Roy C. Bennett | 2 juli 1961        | 2:38 |
| 3. | Easy Come, Easy Go (från filmen Easy Come, Easy Go) | Ben Weisman, Sid Wayne     | 28 september 1966  | 2:10 |
| 4. | A Whistling Tune (från filmen Kid Galahad)          | Sherman Edwards, Hal David | 26–27 oktober 1961 | 2:38 |
| 5. | Follow That Dream (från filmen Follow That Dream)   | Fred Wise, Ben Weisman     | 2 juli 1961        | 1:37 |

| 1.           | King of the Whole Wide World (från filmen Kid Galahad)    | Ruth Batchelor, Bob Roberts            | 27 oktober 1961   | 2:07  |
| 2.           | I'll Take Love (från filmen Easy Come, Easy Go)           | Dolores Fuller, Mark Barkan            | 28 september 1966 | 2:13  |
| 3.           | Today, Tomorrow and Forever (från filmen Viva Las Vegas)  | Mack David, Sherman Edwards            | 11 juli 1963      | 3:25  |
| 4.           | I'm Not the Marrying Kind (från filmen Follow That Dream) | Ben Weisman, Fred Wise                 | 2 juli 1961       | 1:50  |
| 5.           | This Is Living (från filmen Kid Galahad)                  | Bill Giant, Bernie Baum, Florence Kaye | 27 oktober 1961   | 1:43  |
| Total längd: | Total längd:                                              | Total längd:                           | Total längd:      | 22:39 |